# Grenzzaun zwischen Slowenien und Kroatien
Der Grenzzaun zwischen Slowenien und Kroatien war ein 176 km langer und 3 bis 4 Meter hoher Grenzzaun. Er wurde ab 2015 von der slowenischen Regierung als Sperrzaun gegen Migranten auf ihrem Weg nach Europa („Festung Europa“) an der Grenze des Schengenraums errichtet.

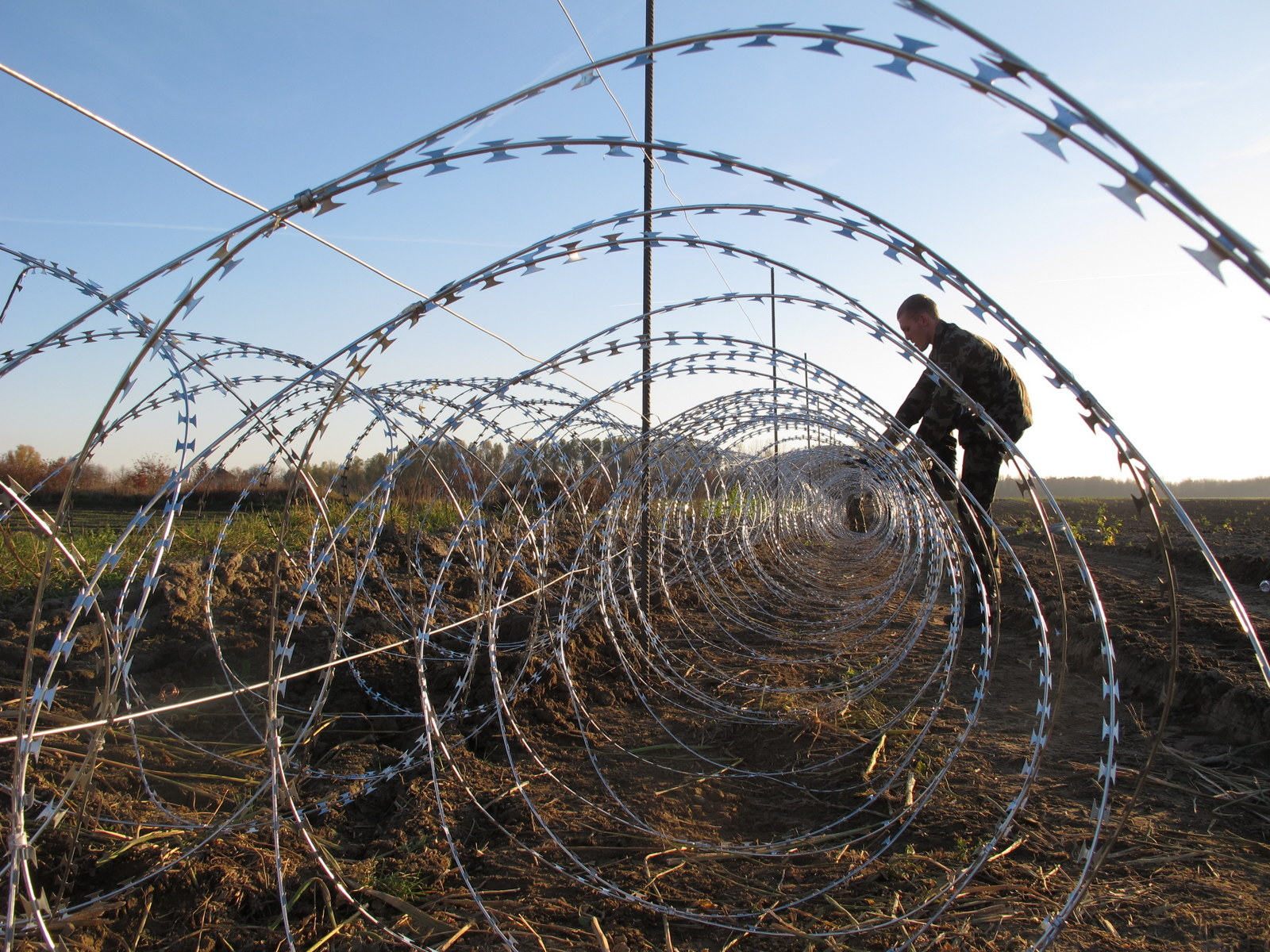
Abschnitt während der Errichtung

## Geschichte
Während der Flüchtlingskrise seit 2015 kamen hunderttausende Migranten über die Balkanroute nach West- oder Nordeuropa.
Die slowenische Regierung beschloss im November 2015, einen Grenzzaun an der 670 km langen Grenze zu Kroatien zu errichten.
Der zunächst aus NATO-Draht bestehende Zaun wurde stellenweise durch einen 3 bis 4 Meter hohen Grenzzaun ersetzt.
Er sollte bewirken, dass keine Migranten mehr unregistriert über die grüne Grenze nach Slowenien einreisen können. Während der Flüchtlingskrise 2015 sollte er auch den Migrantenstrom eindämmen oder stoppen. Er wurde auf einer Länge von 176 km bzw. an 65 Stellen entlang der Grenze Stacheldraht und Zäune errichtet. Diese Barrieren waren in Slowenien umstritten.
Es wurde kritisiert, der Zugang zum unter Naturschutz stehenden Grenzfluss Kolpa werde dadurch unmöglich gemacht. Die Kolpa wird im Sommer zum Schwimmen, Kanufahren und Rafting genutzt. Der im Entstehen begriffene Tourismus werde geschädigt und der Zaun sei eine tödliche Falle für Wildtiere.

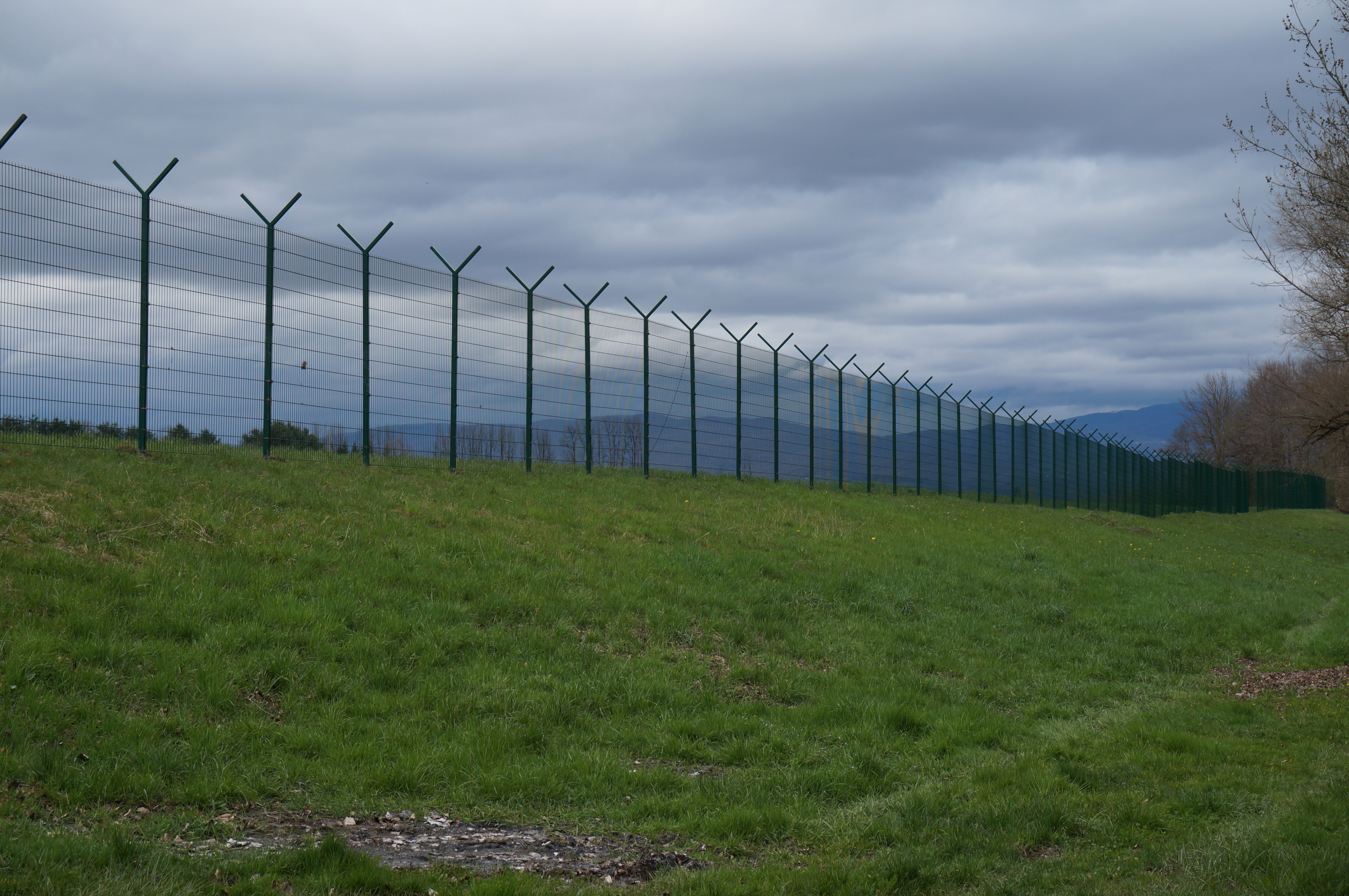
Slowenischer Grenzzaun bei Griblje in Weißkrain

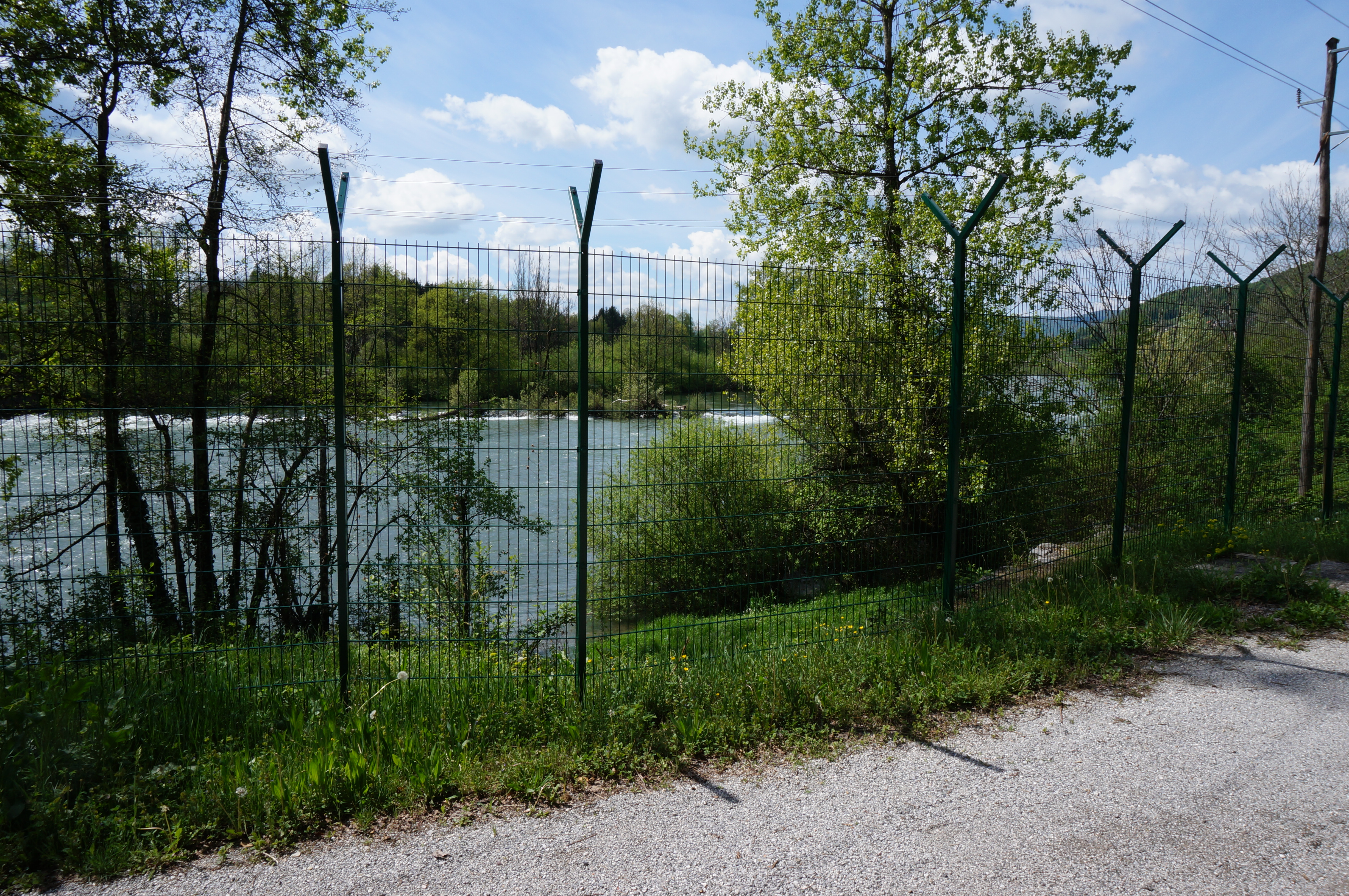
Slowenischer Grenzzaun an der Kolpa nahe Vinica in Weißkrain (Bela Krajina)

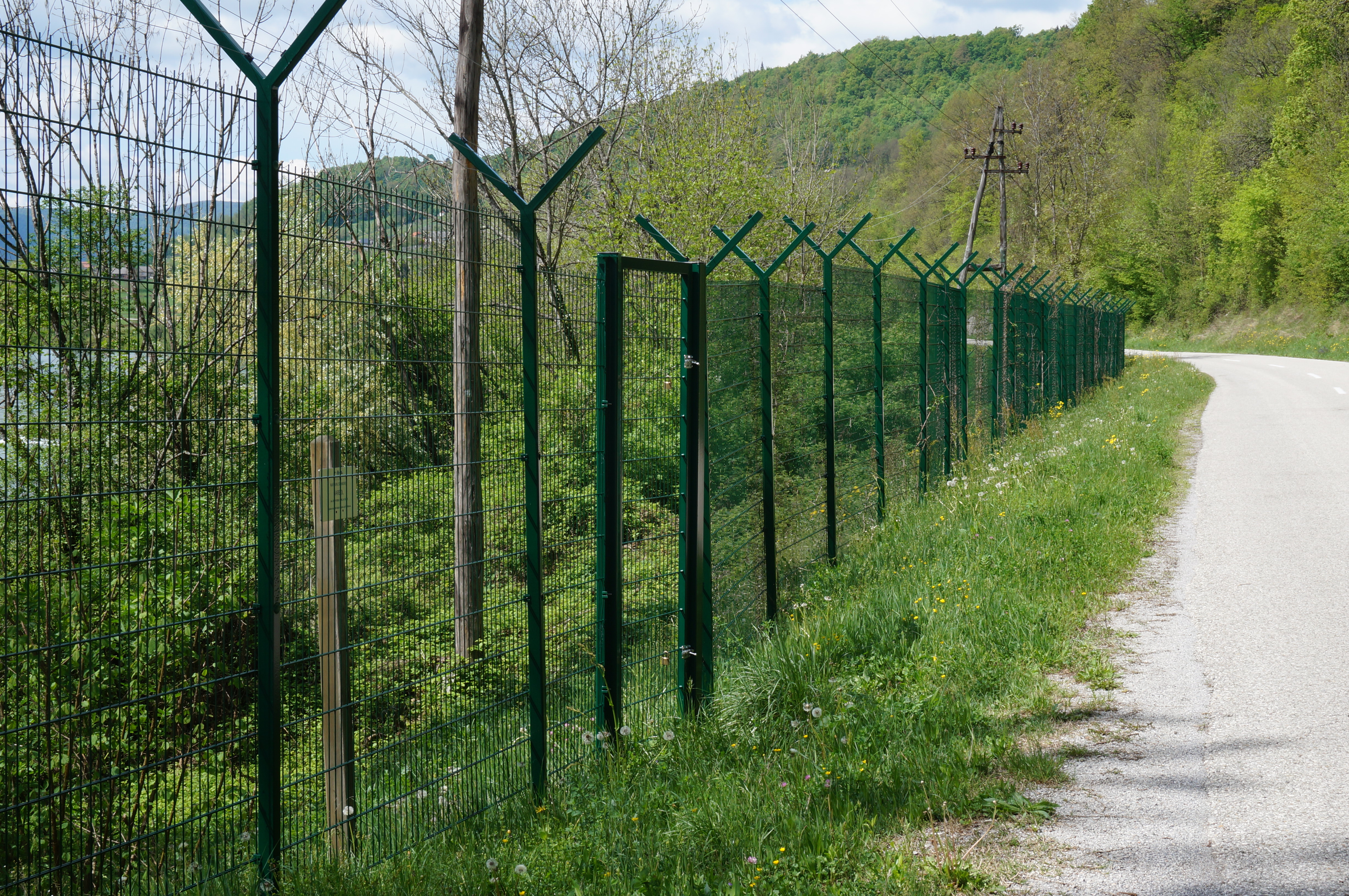
Slowenischer Grenzzaun an der Kolpa nahe Vinica in Weißkrain

Der Abschnitt zwischen Slowenien und Kroatien war bis 2022 (Beitritt Kroatiens zum Schengenraum) ein Teil der südöstlichen Grenze des Schengenraumes, in dem ohne Grenzkontrollen frei gereist werden kann. Mehrere hunderttausend Migranten und Flüchtlinge hatten diese Grenze 2015 und 2016 am Fluss Sotla (Kozjanski Park) bzw. später am Grenzübergang Bregana überschritten. Über 171.000 Flüchtlinge aus Afghanistan, Syrien und vielen anderen Staaten wählten diesen Weg, nachdem Ungarn seine Grenzen am 16. Oktober 2015 geschlossen hatte.
Migranten versuchten dann andere Varianten der Balkanroute oder die Route über das Mittelmeer nach Italien. Manche versuchten, über die Kolpa nach Slowenien zu gelangen; davon zeugten u. a. Abfälle und Kleidungsstücke an verlassenen Rastplätzen in den Wäldern entlang der Kolpa.
Einige Menschen ertranken beim Durchqueren des Flusses.
Ein slowenisches Gesetz drohte für die Beschädigung des Grenzzaunes Geldstrafen oder Haftstrafen von bis zu fünf Jahren an.
Nach dem Regierungswechsel nach den Parlamentswahlen in Slowenien 2022 hat die neue Regierung unter Ministerpräsident Golob beschlossen, diese Grenzbefestigungen wieder abzubauen. Bis Ende Mai 2024 ist dieser Rückbau aber noch nicht abgeschlossen (z. B. in der Bela krajina). Außerdem wird immer wieder von illegalen Pushbacks nach Kroatien berichtet.